# Panaxia formosana
Panaxia formosana là một loài bướm đêm thuộc phân họ Arctiinae, họ Erebidae.